# Виборчий округ 37
Виборчий округ 37 — виборчий округ в Дніпропетровській області. В сучасному вигляді був утворений 28 квітня 2012 постановою ЦВК №82 (до цього моменту існувала інша система виборчих округів). Окружна виборча комісія цього округу розташовується в приміщенні Криворізької районної ради за адресою м. Кривий Ріг, вул. Кобилянського, 152.
До складу округу входять частина Інгулецького (південна половина району) і Тернівського (мікрорайон Мирівське) районів міста Кривий Ріг, Апостолівський, Криворізький, Софіївський і Широківський райони. Виборчий округ 37 межує з округом 130 на заході, з округом 103 на північному заході, з округом 34 на півночі, з округом 40 на північному сході, з округом 35 на сході, з округом 185 на південному сході, з округом 184 на півдні та має всередині округи 31, 32 і 33 у вигляді ексклавів. Виборчий округ №37 складається з виборчих дільниць під номерами 120001-120034, 120147-120179, 120563-120593, 120636-120640, 120642-120666, 121620-121635, 121637 та 121729.

## Народні депутати від округу
| Ім'я                   | Фото | Партія          | Скликання | Дата набуття повноважень | Дата припинення повноважень |
| ---------------------- | ---- | --------------- | --------- | ------------------------ | --------------------------- |
| Шпенов Дмитро Юрійович |      | Партія регіонів | 7-ме      | 12 грудня 2012           | 27 листопада 2014           |
| Шпенов Дмитро Юрійович |      | самовисуванець  | 8-ме      | 27 листопада 2014        | 29 серпня 2019              |
| Шпенов Дмитро Юрійович |      | самовисуванець  | 9-те      | 29 серпня 2019           | 8 грудня 2023               |

## Результати виборів

### Парламентські

#### 2019
Кандидати-мажоритарники:
- Шпенов Дмитро Юрійович (самовисування)
- Фартушний Ігор Іванович (Слуга народу)
- Приходько Павло Олександрович (самовисування)
- Товкун Альона Вікторівна (самовисування)
- Зубрій Дмитро Олександрович (самовисування)
- Грижук Валентин Васильович (самовисування)
- Кравченко Антон Володимирович (самовисування)
- Демченко Володимир Йосипович (Батьківщина)
- Щербина Сергій Олександрович (Свобода)
- Рябовол Олександр Олександрович (самовисування)
- Доценко Людмила Степанівна (самовисування)
- Фартушний Микола Миколайович (самовисування)
- Денисенко Віталій Володимирович (Самопоміч)
- Забара Володимир Васильович (самовисування)
- Карапиш Юлія Миколаївна (самовисування)
- Брайченко Людмила Олександрівна (Громадянська позиція)
- Абрамчук Дмитро Валентинович (Аграрна партія України)
- Синявський Андрій Вікторович (самовисування)
- Гава Сергій Миколайович (самовисування)
- Кравченко Роман Михайлович (самовисування)
- Горбач Олександр Дмитрович (Україна славетна)
- Сущик Дмитро Феліксович (самовисування)

#### 2014
Кандидати-мажоритарники:
- Шпенов Дмитро Юрійович (самовисування)
- Мудрий Олексій Олексійович (Блок Петра Порошенка)
- Зубрій Дмитро Олександрович (Батьківщина)
- Папуча Андрій Володимирович (самовисування)
- Гурєєв Дмитро Олександрович (Сильна Україна)
- Кузнецов Станіслав Валерійович (Радикальна партія)
- Гладченко Віталій Михайлович (самовисування)
- Литвиненко Сергій Михайлович (самовисування)
- Лавриненко Сергій Геннадійович (Народний фронт)
- Льоринець Федір Анатолійович (Заступ)
- Мудрий Олексій Євгенійович (самовисування)
- Доценко Юрій Всеволодович (самовисування)
- Протасенко Роман Юрійович (самовисування)
- Пісаревський Олександр Олександрович (самовисування)
- Бусень Олег Петрович (самовисування)
- Цуркан Олег Валерійович (самовисування)
- Сорока Олексій Олександрович (самовисування)
- Шокотько Роман Олегович (самовисування)
- Рисін Олександр Олександрович (самовисування)
- Раєвський Ігор Вікторович (самовисування)

#### 2012
Кандидати-мажоритарники:
- Шпенов Дмитро Юрійович (Партія регіонів)
- Дегтяр Володимир Миколайович (Комуністична партія України)
- Каюн Олександр Володимирович (УДАР)
- Литвиненко Сергій Михайлович (Свобода)
- Волков Сергій Сергійович (Україна — Вперед!)
- Цуркан Олег Валерійович (Соціалістична партія України)
- Бобелюк Сергій Федосійович (самовисування)
- Олійник Руслан Юрійович (самовисування)
- Горобець Олена Леонідівна (Наша Україна)
- Бусень Олег Петрович (Україна майбутнього)
- Сорока Олексій Олександрович (самовисування)

## Явка
Явка виборців на окрузі: